# 德宝拉·里德
德宝拉·里德·富兰克林（英語：Deborah Read Franklin，约1708年—1774年12月19日） 是美国开国元勋本杰明·富兰克林的普通法妻子。

## 早年生活
关于里德早年生活的信息并不多，她出生于1708年左右，很可能是在英国伯明翰（一些资料称她出生于费城） ，父亲是约翰·里德（John Read）， 母亲是莎拉·里德（Sarah Read），他们是一对受人尊敬的贵格会教徒夫妇。约翰·里德是一位收入不菲的建筑承包商和木匠，于1724年去世，当时里德16岁。里德有三个兄弟姐妹：两个哥哥，约翰和詹姆斯，还有一个姐姐，弗朗西丝。 1711年，里德一家从英格兰移民至英属美洲，定居在费城。 

## 婚姻
里德共有过两段婚姻，分别是与持续了不到几个月的英国人约翰·罗杰斯（John Rogers），其次是本杰明·富兰克林，直到她去世。
1723年10月某早，里德在富兰克林经过她在费城市场街的家门口时第一次遇见了他，富兰克林当时17岁，里德大约15岁。当时富兰克林刚从波士顿搬到费城，想找一份印刷工的工作。富兰克林在自传里提到，那天早上他边走边拿着3根圆面包，由于没有口袋，他一手拿一根，嘴里还吃着另一根，德比（他称呼里德为“德比”）当时正好站在家门口，觉得他的样子十分有趣无比，并称此为“最尴尬，无语的画面”。
他们俩之间的恋情很快就发展起来了。当富兰克林没法在他工作附近找到一个合适的住处时，里德的父亲答应了把家里一间房间租给他。他在1724年向里德求婚了，但里德的母亲莎拉并不答应这桩婚姻，原因是富兰克林的经济条件不稳定，并且他即将要远航去伦敦。
就这样，他们俩暂缓了他们的婚姻计划，富兰克林之后就去了英格兰。在到达伦敦后，富兰克林决定结束他们的恋情。在一封匆忙的信中，他告诉里德他没有想回费城的打算。之后，由于威廉·凯斯爵士没有兑现提供资金支持的承诺，导致富兰克林在伦敦陷入困境。
不久之后，里德的母亲说服了她嫁给了一个英国人，约翰·罗杰斯（John Rogers），有来源说他是木工或陶工。他们于1725年8月5日在基督堂里结了婚，不过这段婚姻很快就开始破裂，因为”甜言蜜语“的罗杰斯找不到工作，还在结婚之前就欠了一屁股债。在他们结婚4个月后，罗杰斯的一位从英国来访问的朋友告诉她，罗杰斯其实在英格兰已经有一个妻子，之后里德就离开了罗杰斯，并否认他是她的丈夫。在他们分居的时间里，罗杰斯花光了里德所有的嫁妆，负了更多的债，并利用他们的婚姻来促进他自己的一些计划。1727年的12月，在他们结婚2年后，罗杰斯偷走了一个奴隶并失踪了。不久后，有一些没有证实的消息说他到达了英属西印度群岛（现加勒比地区），并在一场打斗中被杀了，富兰克林也在他的自传里称罗杰斯死在该群岛上，但罗杰斯的真实下落从未得到证实。
尽管富兰克林最初想留在伦敦，他最后还是在3年后，1727年10月回到了费城，和里德最终重聚，并决定结婚。虽然里德认为她和罗杰斯的婚姻已经结束，她和富兰克林并不能合法结婚，因为当时宾夕法尼亚殖民地的法律不允许以遗弃为由离婚，她也不能声称自己是寡妇，理由是没有证据表明罗杰斯已经死了。如果罗杰斯在他们合法结婚后突然回来，里德将会面临重婚罪名的指控，该罪会判处她在裸背上被鞭三十九次以及终生劳役监禁。
为了避免法律问题，他们选择了普通法婚姻。1730年9月1日，他们举办了一场只对亲友开放的婚礼，并宣布他们会以丈夫和妻子的身份同居。他们有两个孩子，儿子弗朗西斯·福尔杰 "弗兰基（1732年出生），在1736年因天花逝世时只有4岁；还有一个女儿萨拉-"莎莉"（1743年-1808年），萨拉在美国革命战争期间担当了救援工作的领袖并经常帮她父亲举办政治活动。里德也帮忙抚养长大了富兰克林的私生子，威廉·富兰克林（1730年-1813年），他母亲的身份至今未知。威廉在美国革命战争期间为坚定的保皇派，与爱国者领袖之一的父亲意见完全不合，并在1776年至1778年革命战争期间受到关押，之后他在1782年流亡英国，在伦敦居住直至去世。

## 晚年与逝世
1750年代时，近50岁的本杰明·富兰克林已经成为一位成功的印刷商、出版商和作家。他被任命为费城第一任邮政局长，并积极参与社会和政治事务，最终促成了美国的建立。 1757年，富兰克林踏上了欧洲之旅，里德因害怕远航而拒绝陪同他。富兰克林在接下来的五年里一直待在海外，而里德则留在了费城。尽管她的受教育程度有限，她还是成功地经营着丈夫的生意，维持着家庭，照顾着夫妇俩的孩子，并定期参加贵格会会议。 
1762年11月，富兰克林返回费城并试图说服里德陪他去欧洲，但她再次拒绝了。 两年后，1764年11月，富兰克林再度返回欧洲，并在那里度过了十几年， 从此之后里德直到去世也没有再见过富兰克林。 
1768年，里德第一次遭受中风，这严重损害了她的言语和记忆力。在她的余生中，她一直饱受健康状况不佳和抑郁症的困扰。尽管妻子身体状况不佳，富兰克林还是为了完成了外交任务而没有返回费城。 1769 年 11 月，里德写信给富兰克林，向他抱怨说她中风、健康状况不好和精神状态低落都是由于他长期不在她身边所致。 富兰克林仍然没有回来，但继续给里德写信。里德写给富兰克林的最后一封信的日期是1773年10月29日，此后，她就不再与丈夫通信了。富兰克林继续给里德写信，询问她为何不再来信，但仍然没有回家。 

1774年12月14日，里德最后一次中风，并于12月19日去世。她被埋葬在费城基督教堂墓地，富兰克林于1790年去世后，葬在了她旁边。 

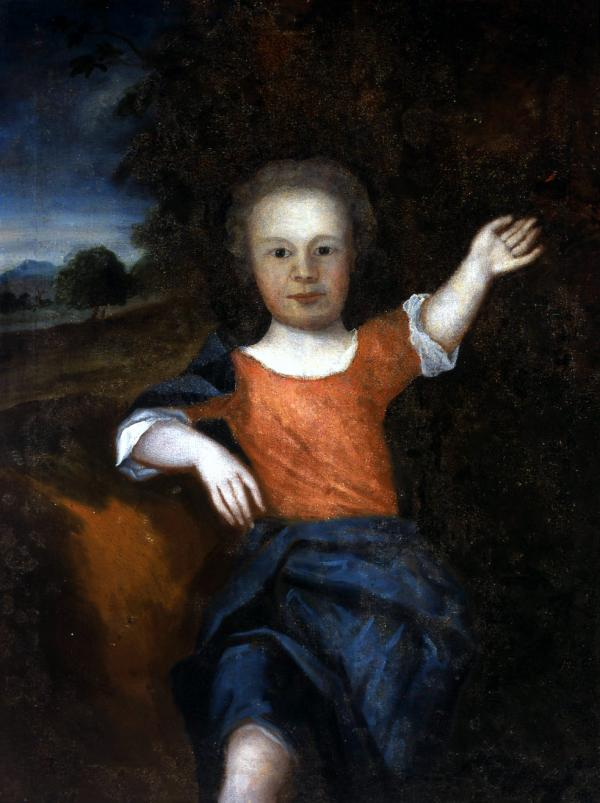
弗朗西斯·福尔杰·富兰克林（1732年-1736年）
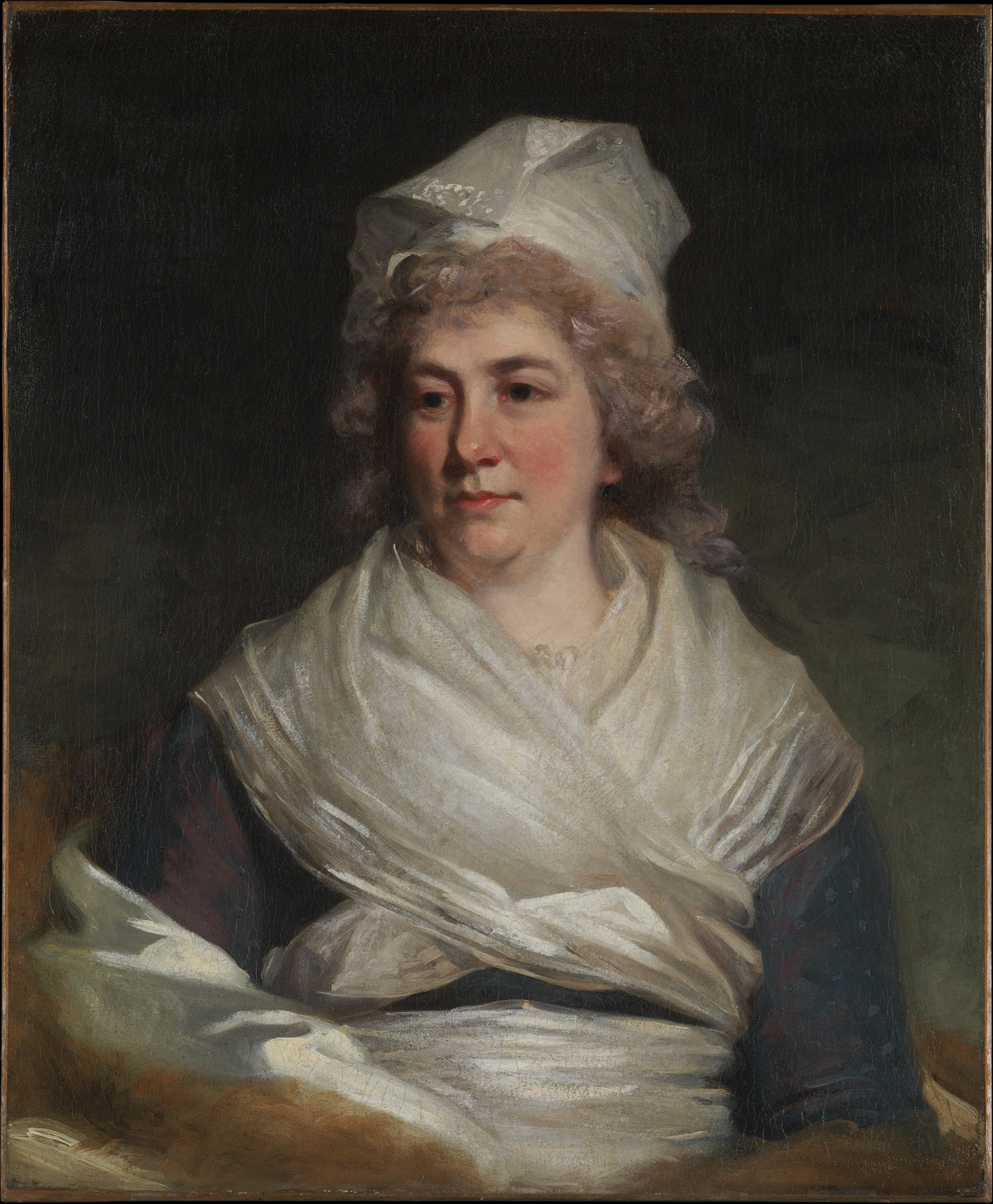
莎拉·富兰克林·巴赫（1743年-1808年）
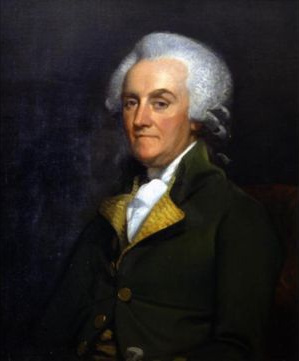
威廉·富兰克林（1730年-1813年）